# Alfred Kowalski (poseł)
Alfred Kowalski (ur. 21 października 1931 w Rogieniczkach, zm. 27 czerwca 2017 w Poznaniu) – polski działacz partyjny, poseł na Sejm PRL VII i VIII kadencji, w latach 1975–1980 I sekretarz KW PZPR w Pile.

## Życiorys
Syn Władysława i Stanisławy. Uzyskał wykształcenie wyższe techniczne. Od 1 marca 1947 do 22 lipca 1948 członek Związku Walki Młodych, a następnie, od 22 lipca 1948 do 1952, był członkiem i przewodniczącym koła Związku Młodzieży Polskiej. 29 lipca 1955 wstąpił do Polskiej Zjednoczonej Partii Robotniczej, w której od października 1959 do stycznia 1965 pracował w Wydziale Ekonomicznym Komitetu Wojewódzkiego w Poznaniu (do maja 1962 jako instruktor, a następnie jako zastępca kierownika). Od lutego 1965 do marca 1973 był kierownikiem Wydziału Budownictwa i Gospodarki Komunalnej KW. W latach 1969–1971 zasiadał w Komisji Rewizyjnej KW. Następnie był (do 1973) zastępcą członka, a od 1973 do 1975 sekretarzem ds. ekonomicznych KW. Następnie przeszedł do KW PZPR w Pile, gdzie od 1 czerwca 1975 do 5 maja 1980 był I sekretarzem (jednocześnie kierował prezydium Wojewódzkiej Rady Narodowej w tym mieście). Został zastępcą członka na VIII Zjeździe Komitetu Centralnego PZPR w 1980. Członek egzekutywy KW PZPR w Poznaniu.
Był radnym Wojewódzkiej Rady Narodowej w Poznaniu. W 1976 i 1980 uzyskiwał mandat posła na Sejm PRL VII i VIII kadencji w okręgu pilskim. W VII i VIII kadencji zasiadał w Komisji Budownictwa i Przemysłu Materiałów Budowlanych, a w VIII dodatkowo w Komisji Komunikacji i Łączności. Uchwałą CKKP z dnia 29 października 1981 został wydalony z PZPR.  
W latach 80. usunął się z życia politycznego. Do emerytury pracował jako kierownik sekcji kserograficznej w Dyrekcji Okręgu Poczty i Telekomunikacji w Poznaniu przy ul. Kościuszki 77.

## Odznaczenia
- Medal 30-lecia Polski Ludowej